# Matanikau

Matanikau er en flod på Guadalcanal i Salomonøerne. Den ligger i den nordvestlige del af øen. Under slaget om Guadalcanal i Stillehavskrigen under 2. verdenskrig blev der udkæmpet flere betydelige kampe mellem styrker fra USA og Japan ved floden.